# Allò Beatrice
Allò Beatrice (Allô Béatrice) è una serie televisiva francese in 6 episodi trasmessi per la prima volta nel corso di una sola stagione nel 1984.

## Personaggi e interpreti
- Béatrice Roussel (6 episodi, 1984), interpretata da Nicole Courcel.
- Antoine (6 episodi, 1984), interpretato da Daniel Ceccaldi.
- Cécile (6 episodi, 1984), interpretata da Annick Blancheteau.
- Thierry (6 episodi, 1984), interpretato da Jean Dalric.
- Delage (2 episodi, 1984), interpretato da Pierre Le Rumeur.
- Thérèse (2 episodi, 1984), interpretata da Micheline Luccioni.
- Il commissario (2 episodi, 1984), interpretato da Pierre Tornade.

## Produzione
Le musiche furono composte da Jean-Pierre Bourtayre e Jacques Revaux. Il regista è Jacques Besnard.

## Distribuzione
La serie fu trasmessa in Francia dal 16 novembre 1984 al 21 dicembre 1984 sulla rete televisiva Antenne 2. In Italia è stata trasmessa dall'agosto 1986 su RaiDue con il titolo Allò Beatrice.

## Episodi
| Stagione       | Episodi | Prima TV Francia | Prima TV Italia |
| -------------- | ------- | ---------------- | --------------- |
| Prima stagione | 6       | 1984             | 1986            |